# Jozef Veverka
Jozef Veverka (11. března 1932 - 23. července 2005) byl slovenský a československý politik, po sametové revoluci poslanec Sněmovny lidu Federálního shromáždění za VPN, později za HZDS.

## Biografie
Ve volbách roku 1990 byl zvolen za VPN do Sněmovny lidu (volební obvod Východoslovenský kraj). Po rozkladu VPN v roce 1991 nastoupil do poslaneckého klubu HZDS. Mandát obhájil ve volbách roku 1992. Ve Federálním shromáždění setrval do zániku Československa v prosinci 1992.